# 제41회 인도 국제 영화제
제41회 인도 국제 영화제는 2010년 11월 22일에 열린 시상식이다.

## 수상 및 후보

### 여우주연상
- 리틀 로즈 - 막달레나 복자스카 수상

### 남우주연상
- 더 크로싱 - 구벤 키랙 수상

### 심사위원특별상
- 저스트 어나더 러브 스토리 - 차팔 바두리 수상
- 보이 - 타이카 와이티티 수상

### 골든 피콕상
- Moner Manush - 고탐 고세 수상

### 실버 피콕상
- 인 어 베터 월드 - 수잔 비에르 수상

### 국제 경쟁
- 단원 - 왕취엔안
- 프로텍터(영어판) - 마렉 나이브르트
- 하트비트 - 사아라 켄텔
- 쉿 이어 - 캠 아처
- 웨스트 이즈 웨스트 - 앤디 드엠모니
- 더 크로싱 - 셀림 데미르데렌
- 엉클 분미 - 아피찻퐁 위라세타쿤
- 타이페이 카페 스토리 - 샤오 야 췐
- Bibinur Story - Yuri Feting
- 리틀 로즈 - 얀 키다바 블론스키
- 우물 - 우메쉬 비나약 쿨카르니
- On Foot - Fereydoun Hasanpour
- 노스리스 - 리고베르토 페레즈카노
- 밸리 오브 스트렌스 - 댄 울먼

### 상영작
- 라덴 당신 없이는 - 아비쉑 샤르마
- 미이라와 나 - 지투 조셉
- Achin Paakhi - 안잔 다스
- Pail Te Sumbaran - Gajendra Ahire
- Jhing Chik Jhing - Shishir Kulkarni
- 우물 - 우메쉬 비나약 쿨카르니
- 영원 - 리투파르노 고쉬
- Makaramanju - Lenin Rajendran
- Kaal Chilambu - M.T. Annoor
- Elektra - 시야마프라사드
- 라이딩 더 스탤리언 오브 어 드림 - 기리쉬 카사라발리
- 아스마카다 - 프렘랄
- 내 이름은 칼람 - 닐라 마드합 판다
- Aidu Ondola Aidu - V.K. 프라카쉬
- 안가디 테루 - 바산다바란
- 프라스다남 - 카타 디바
- 웨이크 업 시드 - 아얀 무케르지
- Ami Aadu - Somnath Gupta
- 파아 - R. 발키
- 세 얼간이 - 라지쿠마르 히라니
- 라아바난 - 마니 라트남
- Mee Sindhutai Sapkal - Ananth Narayan Mahadevan
- Shabari - Baraguru Ramachandrappa
- 스와얌시드다 - 서드핸슈 사후
- Incurable India - Umesh Aggarwal
- 리빙 홈 - 자이딥 바르마
- Motorbike - Radhika Murthy
- 마이 대디 스트롱게스트 - 수레쉬 트리베니
- Surang - Anurag Goswami
- Going the Distance - Tiainila Jamir
- Mr. India - Haobam paban kumar
- Kal - S. Manjunathan
- Dhruva Natchathiram - Aravind Subramanian
- Seshasha - Dip Bhuyan
- Numit Tadri - Suvash. E
- Rupban - 수프리요 센
- Journey To Nagaland - Aditi Chitre
- Germ - Snehal Nair
- Achtung Baby - Sanjeev Sivan
- Courtroom Nautanki - Chittaranjan Tripathy
- The Victims - Nabakumar Khagokpam
- Aval - Prasanth Kanathur
- Shyam Raat Seher - Arunima Sharma
- Moner Manush - Goutam Ghose